# Bercheux
 (janvier 2021).
La mise en forme du texte ne suit pas les recommandations de Wikipédia : il faut le « wikifier ».
Les points d'amélioration suivants sont les cas les plus fréquents. Le détail des points à revoir est peut-être précisé sur la page de discussion.
- Les titres sont pré-formatés par le logiciel. Ils ne sont ni en capitales, ni en gras.
- Le texte ne doit pas être écrit en capitales (les noms de famille non plus), ni en gras, ni en italique, ni en « petit »…
- Le gras n'est utilisé que pour surligner le titre de l'article dans l'introduction, une seule fois.
- L'italique est rarement utilisé : mots en langue étrangère, titres d'œuvres, noms de bateaux, etc.
- Les citations ne sont pas en italique mais en corps de texte normal. Elles sont entourées par des guillemets français : « et ».
- Les listes à puces sont à éviter, des paragraphes rédigés étant largement préférés. Les tableaux sont à réserver à la présentation de données structurées (résultats, etc.).
- Les appels de note de bas de page (petits chiffres en exposant, introduits par l'outil «  Source ») sont à placer entre la fin de phrase et le point final[comme ça].
- Les liens internes (vers d'autres articles de Wikipédia) sont à choisir avec parcimonie. Créez des liens vers des articles approfondissant le sujet. Les termes génériques sans rapport avec le sujet sont à éviter, ainsi que les répétitions de liens vers un même terme.
- Les liens externes sont à placer uniquement dans une section « Liens externes », à la fin de l'article. Ces liens sont à choisir avec parcimonie suivant les règles définies. Si un lien sert de source à l'article, son insertion dans le texte est à faire par les notes de bas de page.
- La présentation des références doit suivre les conventions bibliographiques. Il est recommandé d'utiliser les modèles {{Ouvrage}}, {{Chapitre}}, {{Article}}, {{Lien web}} et/ou {{Bibliographie}}. Le mode d'édition visuel peut mettre en forme automatiquement les références.
- Insérer une infobox (cadre d'informations à droite) n'est pas obligatoire pour parachever la mise en page.

Pour une aide détaillée, merci de consulter Aide:Wikification.
Si vous pensez que ces points ont été résolus, vous pouvez retirer ce bandeau et améliorer la mise en forme d'un autre article.
Bercheux est un village de la commune belge de Vaux-sur-Sûre située en Région wallonne dans la province de Luxembourg.

## Géographie
Bercheux est situé en Ardenne centrale au pied Sud de la ligne de crête méridionale qui suit l’axe de la dorsale du massif ardennais. Plus communément appelée la "dorsale Ardennaise" ou le tracé de l'ancienne ligne de chemin de fer 163 Libramont-Saint Vith via Bastogne & Gouvy (l'actuel Ravel)
Le point culminant du village est situé au lieu-dit "Tainière" alt 550m. A cet endroit se situe un réservoir d'eau anciennement communal aujourd'hui propriété de l'actuelle SWDE. On peut également y observer depuis plusieurs kilomètres aux alentours la tour radar météo de l'IRM.
Une autre particularité moins visible est que cet endroit se situe à la limite des bassins versants de la Meuse et du Rhin (voir détails dans la section hydrogéologie)  
D'un point de vue infrastructure, Bercheux s'étend le long de la route nationale N85 qui relie Bastogne à Florenville (en passant par Neufchateau). Une autre voie principale la traverse au niveau de la "croisade". Vers le Nord-Ouest, elle la relie vers Libramont/Saint Hubert (Route de Wideumont ou aussi localement nommée "route de la gare") Vers le Sud, elle la relie vers Ebly/Léglise (Route du Paradis ou aussi localement nommée "route de Juseret"). À un kilomètre au sud-est (entre Bercheux et Juseret) passe l’autoroute A26/E25
Les lieux-dits principaux qui nomment sa campagne sont tantôt classiques (Noir bois - Gros bois - Bois de hêtre - Sur le frêne - La terre aux renards - La ronde fagne - Au dela de l'eau) tantôt surprenants (L'eau machot - Herguennet - Fonson - Gerataine - Le torry - Nazareth - Les cuvalles - Coûrè) ou simplement rappellent le passé (Derrière les tombes - Les huttes - Bois le Maire - Susseret)

## Étymologie
L'origine du nom Bercheux pourrait être celtique, latine, germanique, francique ou multiple.

## Arbre emblématique
L'aubépine.

## Histoire

### V et IVeSiècle av J.-C. - Les Celtes
Traces de tombelles à Lionfaing.
Le Luxemburger Wort du 31 octobre 1947 dans sa rubrique "Grenze und Nachbarschaft" cite que deux archéologues de l'institut archéologique ont découvert une tombe celte.  Une telle découverte avait déjà été réalisée en 1942.

### IV et VeSiècle après J.-C. - Les Romains
Bercheux dépend de Nives (Nervia), la situation excentrée de Bercheux par rapport aux sièges de pouvoir a peut être donné à ses habitants une sensation de liberté. 

### Du VIeau XIeSiècle après J.-C. - Moyen-Âge
Au cours des VIIIe et IXee siècles, les paroisses catholiques prennent leur identité définitive et les églises mères sont fondées. En raison de sa position aux confins de grands domaines, Bercheux reste pendant longtemps une quartes-chapelle (quarta capella) qui dépend de l’église pleine de Nives (integra ecclesia Nervia).
Saint Martin était souvent vénéré par les premiers chrétiens de l'Ardenne.  Saint Martin est le patron de Bercheux et de son église-mère, Nives. 
Saint Martin est aussi le patron de la paroisse de Martelange, fondée en 817. 

### Vers 1400
Les campagnes sont dénudées de leurs forêts.  Les habitants de Bercheux doivent s'approvisionner en bois dans la forêt d'Anlier ou se chauffer au genêt.

### En 1527
Bercheux est pillé par les Français dans la guerre opposant François Ier et Charles-Quint.  
Exactions commises par la bande de Robert II de la Marcq, seigneur de Sedan surnommé le «Sanglier des Ardennes»
Les habitants de l'époque deviennent méfiants envers les étrangers.

### En 1591
Des biens de la communauté sont vendus pour subvenir aux grandes nécessités des plus pauvres.

### En 1598
Signature du traité de Paix de Vervins qui met fin à la «Longue Guerre de France». Les villages de Haute-Sûre poussent un soupir de soulagement. Ils ont évité le pire et n’ont pas subi le sort de Bercheux, littéralement laminé par un siècle de misère.

### 1618 à 1648 - la Guerre de Trente Ans
Durant la guerre de Trente Ans on relève les évènements suivants :
En 1626 : les manants des trois villages Lescheret Juseret et Bercheux remboursent 1700 florins à Robert du Monceau qui avait obtenu juridiction sur ces 3 villages.  Bercheux dépend du marquisat d'Arlon et de la prévôté de Bastogne.
En 1636 : une épidémie de peste frappe la population.
Cette épidémie de peste entraine la disparation du village de Susseret (étymologiquement "village en contre-haut").  Ses habitants déménagent vers Juseret (étymologiquement "village en contrebas" -Ndlr Du Monceau-)
Extrait de "Les communes luxembourgeoises" d'Emile Tandel (1834-1908) :
" Entre Bercheux et Juseret se trouve au lieu-dit Susseret, où existait autrefois un village, car on y trouve encore enfouis des débris de vieux murs, des poteries, des cendres et même des cercueils. 
L'opinion, à ce sujet, est que les habitants de cette localité décimée par la peste qui a sévi au 17e siècle, ont été attirés par le château appelé Le Monceau, et ont  construit, quelques mètres plus bas, un nouveau village nommé Juseret. "
De nombreux autres villages ont disparu lors de cette épidémie de peste. 
Certains habitants de Susseret ont-ils déménagé vers Bercheux ? 
La peste a fauché 80 % des habitants de la Haute-Sûre. Les Bercheutois ont retenu les leçons de la Longue Guerre de France et savent que seule la fuite permet d’éviter la contagion : «Pars vite, va loin, et reviens tard !». Par petits groupes, ils se réfugient en forêt dans des cabanes sur fourches, et viennent, soir et matin, soigner le bétail qu’ils ont laissé au village. 
Le lieudit «les Huttes», rappelle sans doute cet épisode difficile dans l’histoire de la localité. 
Plus généralement, le contexte à l'époque est le suivant :  
Attaques, peste et famines sont liés et s'entretiennent en cercle vicieux.  Les attaquants immunisés (polonais et croates) amènent avec eux des cultures microbiennes aux autochtones sans défense immunitaire.  Les pillages les privent d'une nourriture saine et riche qui, en abondance, leur permettrait de lutter naturellement contre ces attaques. S'ensuivent dans un cercle vicieux famines, maladies et mortalités.   
Des familles complètement décimées font don de leurs avoirs à l’Église.   
Le village de Remience restera inhabité de 1636 a 1649. 
Saint Roch (patron de l'église de Rosières) est invoqué pour lutter contre la peste.

### 1681
Ons Hémecht du 1er août 1899 publie un relevé cadastral attestant que :  
Ferdinand d'Everlange, écuyer, tient du roi de France un quart de la Seigneurerie du Chêne sauf un douxième, la moitié du fief d'Obange à Bercheux, la moitié du fief de Vaux les Chêne.
Salomon d'Everlange, écuyer, tient du roi de France la moitié de la Seigneurerie foncière de Hollange et la moitié du fief d'Obange à Bercheux.
Le roi en place à l'époque est Louis XIV
Salomon d'Everlange, fils cadet de Nicolas d'Everlange (1574-1642).  Voir Famille d'Everlange

### 1715
Règne des Habsbourg de Vienne, longues décennies de paix : confort de vie et esprit de clocher s’installe de manière durable. 

### 1730
Consécration du grand autel de l'église par Mgr. Gilis (aujourd'hui disparue // en quelle année la disparition ?). Construction de l'église entreprise entre 1723 et 1729 (A confirmer) 

### Fin du 18e siècle
Les Français sont emmenés en conquête par Napoléon.  

### 1798
En Luxembourg a lieu la «Guerre des gourdins» (en luxembourgeois : Klëppelkrich) explosion de colère aussi naïve qu’inutile. Une embuscade au bois des Huttes tourne mal et deux Bercheutois sont condamnés à la guillotine en avril 1799 : Henri-Joseph Leroy et Pierre Gillet. 
[Source ? Qui sont ces deux personnes ?]

### 1802
La paix aux champs sous Napoléon 
Bercheux, Juseret et Lescheret, curé, vicaire et agents municipaux en tête, manifestent une opposition irréductible à la France. Le territoire subit une réorganisation administrative.  L'abbé Reding fut un des prêtres contestataires du temps de l'Empire.  Les prêtres contestataires appelés stévenistes du nom de l'évêque Mgr Corneille Stevens, refusaient de prêter le serment de fidélité à Napoléon comme en avait décidé le concordat de 1801.  Bercheux et les villages voisins comptaient quelques foyers stévenistes au sein desquels se réfugiait l'abbé Reding poursuivi par la police impériale.  Des offices clandestins sont célébrés dans la chapelle castrale de la ferme du Monceau. 
Dans son livre "L'Ardenne, ma famille" (éditions Weyrich), Pascale Leyder raconte une anecdote comme quoi le mot stéveniste, quelques années plus tard, était plutôt perçu comme révolutionnaire. 

### 6 mars 1802
(15 ventôse an X)
Bercheux et sa région font partie du département des Forêts (1795-1814). Bercheux est repris dans l’Arrondissement de Neufchâteau, canton de Sibret qui regroupe 19 localités. 

### Juin 1815
Napoléon renonce au trône en faveur de son fils.  On parle de la seconde abdication de Napoléon Ier. S'ensuit une domination hollandaise jusqu’à l’avènement de la Belgique en 1830, précédée par la révolution belge. 

### En 1823
Bercheux intègre la commune de Juseret avec les villages de Lescheret, Ebly, Chêne, Maisoncelle et Vaux-lez-Chêne. 
La population connait entre 1821 et 1900 une augmentation importante, grâce aux progrès réalisés dans l'agriculture.  On passe en effet de 214 a 370 habitants. 

### En 1869
La Grande Compagnie du Luxembourg publie dans l'édition du Luxemburger Wort du 12 novembre les heures d'arrivée et de départ des trains (pour voyageurs et marchandises) effectifs à partir du 15 novembre. 
3 trajets ont lieu entre Bastogne et Libramont.  Les heures fixées en gare de Wideumont-Bercheux sont 7h01,10h18 et 3h56. 
Les horaires dans le sens Libramont Bastogne sont : 8h30, 11h54 et 5h39. 
La durée du trajet est de 1h00 à 1h15. 
Cette ligne ferroviaire (ligne 163) est mise à l'arrêt pour les voyageurs en 1993, soit 124 ans après sa mise en service. 
Elle est aujourd'hui réservée aux promeneurs et cyclistes (réseau RAVeL) 

### En 1873
Dans son édition du dimanche 16 et lundi 17 novembre 1873 le journal "L'indépendance Luxembourgeoise" relate une étude à faire à propos d'une route reliant Bercheux à Freux ou Moircy en passant par la station de Wideumont. 

### 1876 à 1878
Construction de l'église actuelle du village.  

### En 1893
La grosse entité est séparée en deux communes : Juseret (trois villages et 2333 ha) et Ebly (quatre localités et 1851 ha). La paix est enfin revenue aux champs, après des siècles de misères. 

### En 1914
Le Luxemburger Wort dans son édition du Samedi 17 et Dimanche 18 Octobre 1914 relate des faits ayant eu lieu le 8 Octobre pour les villages de Vaux-lez-Rosières et Bercheux. 

### En 1926
Le maître d'école Martin reçoit du renfort en la personne du jeune instituteur Jean Jacquet.  Il est engagé selon ses dires sur base de la bonne réputation de son père (Paul Jacquet ? - la place Jacquet, dans la localité de Vaux-sur-Sûre, porte son nom et a été inaugurée dans les années 90.  (Quelle date exactement ?) 
48 élèves font partie de sa classe. Parmi ceux-ci : Ernest Goffin, Léon Golaire, Ghislain Louis, Maurice Louis, Alphonse Remacle, Walter Copine, Louis Maquet, Julien Lemaitre, Roger Payot. 
Le bourgmestre de l'époque est Joseph Godenir, père de Léopold. 
Dans son ouvrage (2. Souvenirs) Jean Jacquet cite aussi la famille Champion, Hubert Poncin, François Poncin, Victor Kayser (celui qui passait avant qu'on fasse appel au vétérinaire), Désiré Piqueray et son épouse Clémence, Julien Robert (veuf) et sa fille Anna, Clovis Dessoy et Anna Huberty (dont les noms sont inscrits sur une des cloches, en qualité de parrain et marraine.  Clovis et Anna n'ont pas eu d'enfants).  Il cite aussi Emile Grégoire (surnommé l'américain), Nestor Conrard et son épouse Claire.    

### En 1935
Le 20 novembre 1935, condamnation du mouvement rexiste par le décret épiscopal du cardinal Van Roey, mouvement mené par Léon Degrelle. 
Degrelle l'orateur a séduit en son temps par sa verve.  En témoigne la fréquence du prénom Léon fin des années 1920, début des années 1930.  Dans les années 80, on compte au moins 6 "Léon" dans le village, natifs ou alors ayant rejoint le village de Bercheux.   
Cette condamnation du mouvement a pu diviser la population dans certains villages. Même au sein de la population de petits villages comme Bercheux naissent des clivages politiques très forts en cette période d'avant guerre idéologique. Des récits familiaux font état de drapeaux arborés aux maisons, de répliques haineuses ou flatteuses lancées les uns aux autres depuis les fenêtres de leurs habitations projetant le sort qu'il adviendra de Léon Degrelle.

### 10 mai 1940
Dans la journée du 10 mai 1940, quelques familles quittent le village et participent sans le savoir à ce qui sera nommé plus tard "l'exode"   
C’est en effet ce jour-là, que dès 5h20 du matin, des avions allemands ont commencé à décoller de Dockendorf et Bitburg pour acheminer, en 2 vagues, 400 soldats dans le secteur de Nives et Witry. Cette opération connue sous le nom d’opération NiWi (ou aussi connue sous le nom de code Nie Wissen "ne jamais savoir") avait comme objectif de couper la route et les communications entre Martelange et Neufchâteau afin d’empêcher l’arrivée de renfort.  Les Chasseurs Ardennais ont combattu l’ennemi à Martelange, endroit où un monument est érigé en leur hommage. Ce matin là, malgré les résistances courageuses des positions belges présentes dans les environs, la machine allemande forte de son expérience de la "blietzkrieg" va progresser rapidement sur le sol belge. À Bercheux, dès le matin, on entend le bruit des avions allemands en provenance de l'Est. La plupart des habitants sont réveillés en sursaut par l'effet surprise de l'attaque allemande. Les premières nouvelles vont très vite dans le village, la rumeur se répand comme une trainée de poudre que des civils viennent d'être fusillés par des Allemands dans des villages voisins. Les habitants n'ont pour la plupart pas oublié les exactions commises par les "casques à pointes" de l'armée allemande lors de la Première Guerre mondiale (à l'époque des villages entiers avaient été incendiés, notamment Rosières). Les plus anciens enchérissent et se rappellent des atrocités de 1870. Il n'en faudra pas plus pour décider plusieurs familles de Bercheux à se mettre en route et à prendre part à cet évènement historique qu'est l'exode. Certains partiront avec le camion d'un commerçant local d'engrais (Jules Rothé) qui est utilisé comme moyen de transport grâce à l'aménagement de bancs dans la caisse du camion. Choix judicieux ou pas, le regard actuel nous permet mieux d'en juger, mais à l'époque, ceux qui avaient décidé de rester sur leurs terres n'avaient pas couru le risque de s'aventurer en pays inconnu à la même vitesse qu'avançait la blitzkrieg! Pour ces familles de Bercheux aventureuses la destination au bout de leur périple en tant que réfugiés sera entre autres à Saint-Fortunat-sur-Eyrieux et à Dunnières en Ardèche, en territoire inoccupé. Ils vont vivre de nombreuses situations déplaisantes au cours de ce voyage quelque peu forcé. Rapidement forcés à l'abandon ? ou réquisition ? dudit camion, à destination, subir les brimades des Français sur la position du roi des Belges lors de la capitulation, la faim au ventre, se faire prendre la main dans le sac à marauder dans les vergers ardéchois, subir vantardises comparant la tenue de l'armée belge face à l'ennemi à celle de l'armée française qui capitulera quelque temps après. Quelques mois plus tard, à leur retour à Bercheux, la stupéfaction fut grande au vu que leur domicile avait été visité par l'ennemi ou par des pilleurs. La vie reprendra tout doucement son rythme au fil des saisons mais sous une nouvelle forme de politique : le régime de l'occupation allemande.   
*Le monument initial a été inauguré par Baudoin Ier le 11 mai 1952.  Le monument initial a été légèrement déplacé lors de l'élargissement et de l'aménagement du tracé de la N4.  Le monument (actuel en 2021) a été inauguré le 5 octobre 1975.  Une cérémonie du 50e anniversaire a eu lieu le 21 juin 2002 et a été présidée par SAR le prince Philippe.    
*C’est ce même camion ou du moins le même chauffeur qui véhiculera quelques fois les élèves de l’école de Bercheux jusqu’à la gare de Wideumont lorsque ceux-ci se déplacent en excursion dans le pays et sont amenés à prendre le train.    
L'exode de 1940 en France met sur les routes 2 millions de personnes parmi les Belges, Néerlandais et Luxembourgeois.

### 1940 - 1945
En 1942, un aviateur anglais s'écrase au lieu-dit "Aux Cuvalles".  Il repose au cimetière de Bercheux.  
Un monument aux morts et aux combattants des deux guerres est érigé à quelques mètre de l'église  
On y retrouve les noms de :  
Pierre Adam, Léon Fortemaison, Lucien Remience (1914-1918)  
et  
Julien Lemaitre, Hervé Payot, Roger Payot, Léon Henrotin, Félix Bradfer (1940-1945)    

### 1970
L'arrêté royal du 20 juin officialise la fusion spontanée des communes de Vaux-lez-Rosières, Morhet et Nives.  Celle-ci sera effective à partir du 1er janvier 1971.  Vaux-sur-Sûre est né et remplace Vaux-lez-Rosières.  

### 1977
Juseret fusionne avec Vaux-sur-Sûre lors de la fusion des communes de 1977

## Hydrogéologie
Non loin de Bercheux se trouve Lionfaing, là où la Sûre prend naissance, à partir de plusieurs sources dispersées sur un plateau se situant à une altitude de 510 m.
Les sources et fanges sont nombreuses dans les environs, d'où l'utilisation courante du suffixe "-fange" "-faing" "-fagne" dans des dénominations de lieux-dits.
Notice explicative - Carte hydrogéologique de Neufchâteau - Juseret 65/5-6 (wallonie.be)
Carte hydrogéologique de Wallonie

## L'instruction en milieu rural
Fin du XIXè  début du XXe siècle, l'instruction en milieu rural est souvent l'affaire des enseignant(e)s et des prêtres.
Parmi les enseignants jusqu'à la moitié du XXe s. Martin, Jean Jacquet, Anna Huberty (épouse Dessoy), Palmyre Remacle
Parmi les prêtres jusqu'à la moitié du XXe s.
| 1662-1674 | N. Senocq                 |
| 1676-1715 | Jean-Théodore Bontaillant |
| 1718-1752 | Joseph Philippin          |
| 1752-1766 | Léonard Joseph Godart     |
| 1768-1777 | Nicolas Gobert            |
| 1778      | J. Mouzon                 |
| 1780-1796 | Jean-Conrad Reding        |
|           | Guillaume                 |
|           | Noël                      |
|           | Docquier                  |
|           | Bastin                    |
| --------- | ------------------------- |

Portraits, anecdotes et faits :
Reding Dans les archives de l’Etat en Belgique, le document « Inventaire des archives du curé-notaire Reding Jean-Conrad, Bercheux, 1780-1796 » Référence, BE-A0521_710619_708687_FRE cite que :  
"Jean-Conrad Reding, prêtre du diocèse de Liège, natif de Meysembourg (commune actuelle de Larochette, Grand-Duché de Luxembourg), obtient son placet pour la cure de Bercheux en date du 10 février 1778. Auparavant, il était au noviciat des jésuites, dont il a partagé le sort sans pension, puis prêtre professeur au Collège à Saint-Hubert."
Guillaume  Il entreprend des recherches archéologiques "Derrière-les-tombes".  Cela intéresse Arsène Gueubel (1913-2010) qui y découvrira [en quelle année ?] une tombe gallo-romaine renfermant un collier.  Guillaume est en fonction en 1926 lors de l'arrivée du nouvel instituteur Jean Jacquet.  Il part ensuite pour Salzinnes.
Bastin  On dit de lui qu'il avait une brique dans le ventre

## Population
1469 : 9 maisons (payent leurs impôts)
1495 : 1 maison (soumise à l'impôt)
1501 : 8 maisons
1525 : 10 maisons
1611 : 17 maisons
1696 : 58 maisons pour la paroisse de Bercheux qui fait alors partie de la commune de Jusseret, canton de Neufchâteau, doyenné de Bastogne, diocèse de Liège
1766 : 196 habitants
Un recensement de la population pour le doyenné de Bastogne reprend 36 maisons pour le village de Bercheux, 7 maisons à Chênet, 14 à Juseret et 22 à Lescheret.
Parmi les patronymes, pour Bercheux on retrouve : Adam, Remacle, Peraux, Lejeune, Desois, Maquet.  Pour la plupart ils sont laboureurs.  On y retrouve aussi des métiers comme herdier, censier, charron.
1821 : 214 habitants
1846 : 304 habitants
1900 : 370 habitants
1908 : 398 habitants 
1981 : 307 habitants
Actuellement [Quand ?] : 125 maisons et 374 habitants (Lionfaing : 3 maisons et 8 habitants)

## Religion
La paroisse de Bercheux est dédiée à saint Martin et englobe les villages de Juseret et Lescheret. L'église paroissiale actuelle a été construite de 1876 à 1878.  Elle a fait l'objet de différents travaux de restauration : peintures et toiture.
La fête du saint patron donne lieu à un repas annuel l'un des premiers samedis du mois de Novembre.  

## Loisirs et vie associative
Durant l'hiver, la troupe théâtrale locale, les Arlequins, interprètent depuis plusieurs années des comédies (en français et en wallon) lors des représentations théâtrales, pour le plus grand plaisir des habitants locaux ou voisins.  
La kermesse annuelle a lieu le premier week-end du mois de Juin.  Sa date a été déplacée car elle était fixée auparavant au week-end précédent la Pentecôte (Trinité).

## Commerces
En 2021, on compte quelques commerces actifs et connus dans la poêlerie, le jardinage, la quincaillerie, le matériel de bricolage, l'ameublement.    
Deux épiceries y ont existé jusque [Date à compléter].  
Après la guerre 40-45, on y trouvait encore des commerces en engrais, graines et aliments pour bétail.    

## Sport
Le village compte un club de football. Jusqu'en 2007, il porte le nom de R. US Bercheux (matricule 4344). Ce cercle s'illustre en atteignant les séries nationales du football belge en 2003. Relégué après deux saisons, le club revient en Promotion en 2006. Au terme du championnat, le matricule 4344 est de nouveau relégué. La direction de l'époque, atteinte par la lassitude et la démotivation, prend alors la décision drastique de cesser ses activités et de dissoudre le club. Le but est de renouveler les cadres et de redémarrer en bas de l'échelle. Un nouveau cercle est alors créé sous la dénomination de « FC Bercheux » auquel l'URBSFA attribue le « matricule 9510 ». Comme la province de Luxembourg ne compte pas de 4e provinciale (P4), le cercle débute en 3e provinciale (P3). En 2012-2013, il évolue en P2.
Le terrain de football anciennement situé à la route de Wideumont a déménagé à la route de Neufchâteau en [année].  Avant d'être à la route de Wideumont, le terrain de football s'est trouvé à la "route de Sûre" (aux environs de la première maison de la rue en venant de Sûre) et aussi à la "route du Frêne" (aux environs de la dernière maison de la rue en allant vers "Derrière-les-tombes").
En sport automobile, le Sprint de Bercheux se dispute chaque année aux environs de la mi-juillet.